# Вагинопластика
Вагинопластика, или кольпопластика, — пластика влагалища. Производится женщинам, повредившим при родах промежность, вагину, или в целях восстановления или улучшения возможности получать сексуальное удовольствие. Также производится транс-женщинам (феминизирующая вагинопластика) — в этом случае представляет собой трансформацию мужских гениталий в женские.

## Показания
Медицинским показанием для проведения операции является опущение и выпадение матки и стенок влагалища (второй, либо третьей степени). Операция может быть рекомендована врачом при недержании мочи (при цистоцеле и уретероцеле) и при нарушении процесса дефекации (ректоцеле). Может также проводиться по желанию женщины с целью физиологических и/или косметических изменений. Феминизирующая вагинопластика — одна из операций по хирургической коррекции пола, показанием к которой является гендерное несоответствие.

## Задняя кольпорафия
«Задняя кольпорафия» возвращает влагалищу эластичность и желаемые размеры. При операции удаляется клиновидный участок слизистой в задней части влагалища. При этом происходит сближение мышц этой же области. Ткани стягиваются, что даёт уменьшение размера входа во влагалище. Разрез производится по слизистой оболочке, шрамов, как правило, не остаётся. Операция считается несложной, её делают под перидуральной анестезией в сочетании с медикаментозным сном.

## Феминизирующая вагинопластика
Феминизирующая вагинопластика проводится над транс-женщинами и обычно включает в себя удаление яичек, частичное удаление пениса, создание вагины, клитора, половых губ. Может проводиться за одну или за несколько операций.
Целью феминизирующей вагинопластики является создание естественно выглядящих женских наружных половых органов, такое преобразование мочеиспускательного канала, чтобы струя мочи была устойчивой и направленной вниз, создание пригодной для сексуальных контактов вагины и сохранение возможности у человека ощущать оргазм.
Наиболее распространённая техника для создания вагины — инверсия пениса. Покровы пениса преобразуют в стенки нео-вагины. В некоторых случаях дополнительную ткань берут из кожи нижней части живота, мошонки, а также могут использовать часть толстой кишки. Часть головки пениса преобразуют в нео-клитор. Уретра укорачивается и смещается. Простата не удаляется. Малые половые губы формируются из тканей пениса. Большие половые губы обычно делаются из кожи мошонки. Иногда требуются дополнительные операции для придания новым половым органам естественной формы.

## Противопоказания
Вагинальную пластику не проводят женщинам с воспалительными процессами половых органов, особенно в острый период. Также вагинопластика противопоказана тем, кто имеет серьёзные проблемы с сердцем, лёгкими, в случаях повышенного риска инфарктов и инсультов.